# Lista codurilor de țară UIC
Codul de țară UIC este un număr cu două cifre de identificare a membrilor activi ai Uniunii Internaționale a Căilor Ferate (UIC). UIC a emis sisteme de numerotare pentru materialul rulant (numere de vagoane UIC) și stații care includ codul țării. Valorile sunt definite prin norma UIC 920-14.
Codul de țară a fost inițial conceput ca un cod de companie, dar în principal ca o consecință a reorganizării sectorului feroviar în Europa erau necesare schimbări. Când fostul număr de vehicul UIC a devenit un număr de înmatriculare a vehiculelor (European Vehicle Number, EVN) emis de organizații guvernamentale, codul a fost atribuit țărilor. Numerotarea vehiculelor este acum reglementată de  Organizația Interguvernamentală pentru Transporturile Internaționale Feroviare și de Specificațiile tehnice de interoperabilitate (STI) ale Uniunii Europene .
Căile ferate din America de Nord folosesc un sistem bazat pe companie-specific și un sistem similar, ISO 6346, este folosit pentru containere.
Australia,	Canada, R. D. Congo, Africa de Sud și Statele Unite ale Americii nu au alocat un cod numeric UIC.

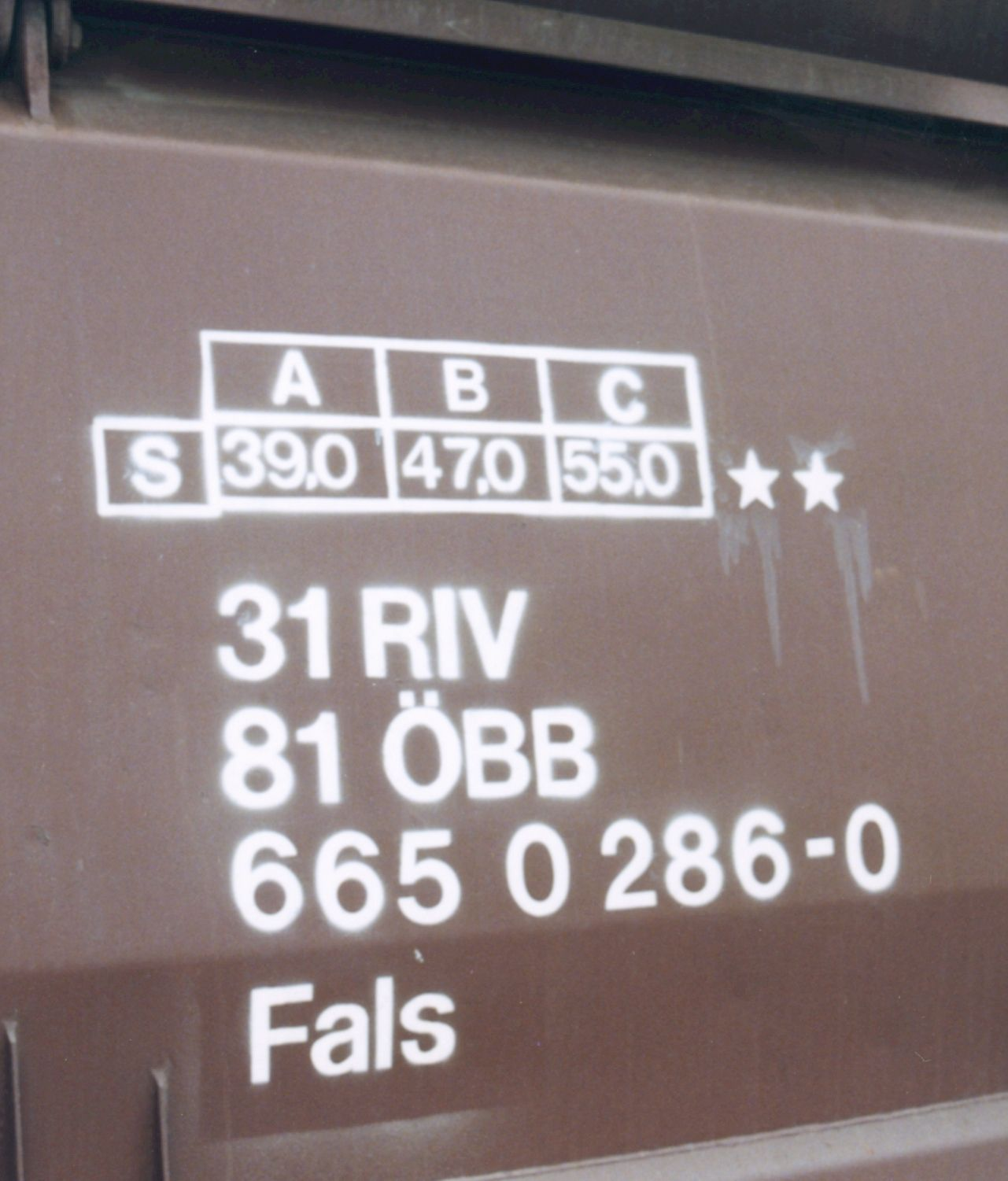
Vagon de marfă din Austria. A 3-a cifră și a 4-a cifră (81) reprezintă codul de țară UIC

## Tabel
| Cod numeric | Cod alfabetic | Țară                                                     |
| ----------- | ------------- | -------------------------------------------------------- |
| 10          | FI            | Finlanda                                                 |
| 20          | RU            | Rusia                                                    |
| 21          | BY            | Belarus                                                  |
| 22          | UA            | Ucraina                                                  |
| 23          | MD            | Moldova                                                  |
| 24          | LT            | Lituania                                                 |
| 25          | LV            | Letonia                                                  |
| 26          | EE            | Estonia                                                  |
| 27          | KZ            | Kazakhstan                                               |
| 28          | GE            | Georgia                                                  |
| 29          | UZ            | Uzbekistan                                               |
| 30          | KP            | Coreea de Nord                                           |
| 31          | MN            | Mongolia                                                 |
| 32          | VN            | Vietnam                                                  |
| 33          | CN            | China                                                    |
| 40          | CU            | Cuba                                                     |
| 41          | AL            | Albania                                                  |
| 42          | JP            | Japonia                                                  |
| 44          | BA            | Bosnia și Herțegovina, Republika Srpska                  |
| 49          | BA            | Bosnia și Herțegovina                                    |
| 50          | BA            | Bosnia și Herțegovina, Federația Bosniei și Herțegovinei |
| 51          | PL            | Polonia                                                  |
| 52          | BG            | Bulgaria                                                 |
| 53          | RO            | România                                                  |
| 54          | CZ            | Cehia                                                    |
| 55          | HU            | Ungaria                                                  |
| 56          | SK            | Slovacia                                                 |
| 57          | AZ            | Azerbaijan                                               |
| 58          | AM            | Armenia                                                  |
| 59          | KG            | Kârgâzstan                                               |
| 60          | IE            | Irlanda                                                  |
| 61          | KR            | Coreea de Sud                                            |
| 62          | ME            | Muntenegru                                               |
| 63          | PH            | Filipine                                                 |
| 65          | MK            | Macedonia de Nord                                        |
| 66          | TJ            | Tadjikistan                                              |
| 67          | TM            | Turkmenistan                                             |
| 68          | AF            | Afghanistan                                              |
| 70          | GB            | Regatul Unit                                             |
| 71          | ES            | Spania                                                   |
| 72          | RS            | Serbia                                                   |
| 73          | GR            | Grecia                                                   |
| 74          | SE            | Suedia                                                   |
| 75          | TR            | Turcia                                                   |
| 76          | NO            | Norvegia                                                 |
| 78          | HR            | Croația                                                  |
| 79          | SI            | Slovenia                                                 |
| 80          | DE            | Germania                                                 |
| 81          | AT            | Austria                                                  |
| 82          | LU            | Luxembourg                                               |
| 83          | IT            | Italia                                                   |
| 84          | NL            | Țările de Jos                                            |
| 85          | CH            | Elveția                                                  |
| 86          | DK            | Danemarca                                                |
| 87          | FR            | Franța                                                   |
| 88          | BE            | Belgia                                                   |
| 90          | ET            | Egipt                                                    |
| 91          | TN            | Tunisia                                                  |
| 92          | DZ            | Algeria                                                  |
| 93          | MA            | Maroc                                                    |
| 94          | PT            | Portugalia                                               |
| 95          | IL            | Israel                                                   |
| 96          | IR            | Iran                                                     |
| 97          | SY            | Siria                                                    |
| 98          | LB            | Liban                                                    |
| 99          | IQ            | Irak                                                     |
| n/a         | AU            | Australia                                                |
| n/a         | CA            | Canada                                                   |
| n/a         | CD            | R. D. Congo                                              |
| n/a         | ZA            | Africa de Sud                                            |
| n/a         | US            | Statele Unite ale Americii                               |